# کیرکوود، شهرستان تهاما، کالیفرنیا
کیرکوود (به انگلیسی: Kirkwood) یک منطقهٔ مسکونی در ایالات متحده آمریکا است که در شهرستان گلن، کالیفرنیا واقع شده‌است. کیرکوود ۶۷ متر بالاتر از سطح دریا واقع شده‌است.